# Вільям Джон Берчелл
Вільям Джон Берчелл (англ. William John Burchell) (23 липня 1781 — 23 березня 1863) — англійський дослідник, натураліст, мандрівник, художник і письменник. Був обраний членом Товариства Ліннея.  1834 року в Оксфорді  захистив докторську в галузі цивільного права.

## Біографія
Досліджував рослинний світ на острові Сент-Елен (Квебек) з 1805 по 1810. Він підійшов до мису Доброї Надії в 1810 році і провів велике дослідження території Південної Африки між 1811 і 1815, за цей час він подолав більше 7000 км маловивченою країною. Відкрив, зокрема, одну з найцікавіших рослин цього регіону — літопс. Він опублікував свою двотомну працю «Подорож Південною Африкою» у 1822 і 1824 роках. Він був відомий як колекціонер, ботанік та художник. У 1825 році він провів два місяці в Лісабоні, а потім вирушив до Бразилії, де зібрав багато матеріалу, у тому числі понад 20 тисяч комах, поки не повернувся знову до Англії у 1830. Він ставав все більшим самітником, а протягом останніх двох років його життя серйозно хворів.

## Названі на честь вченого таксони

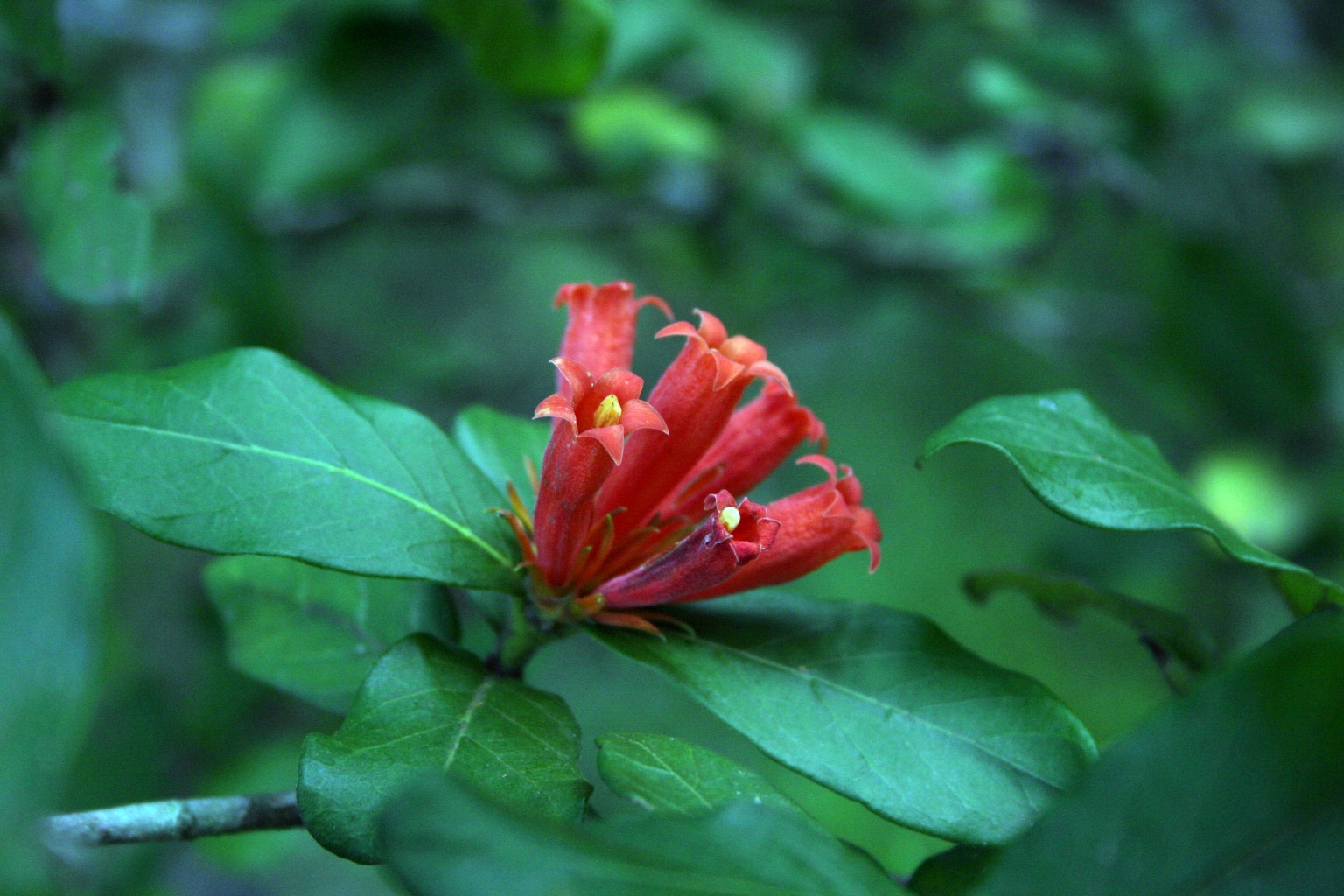
рід Burchellia
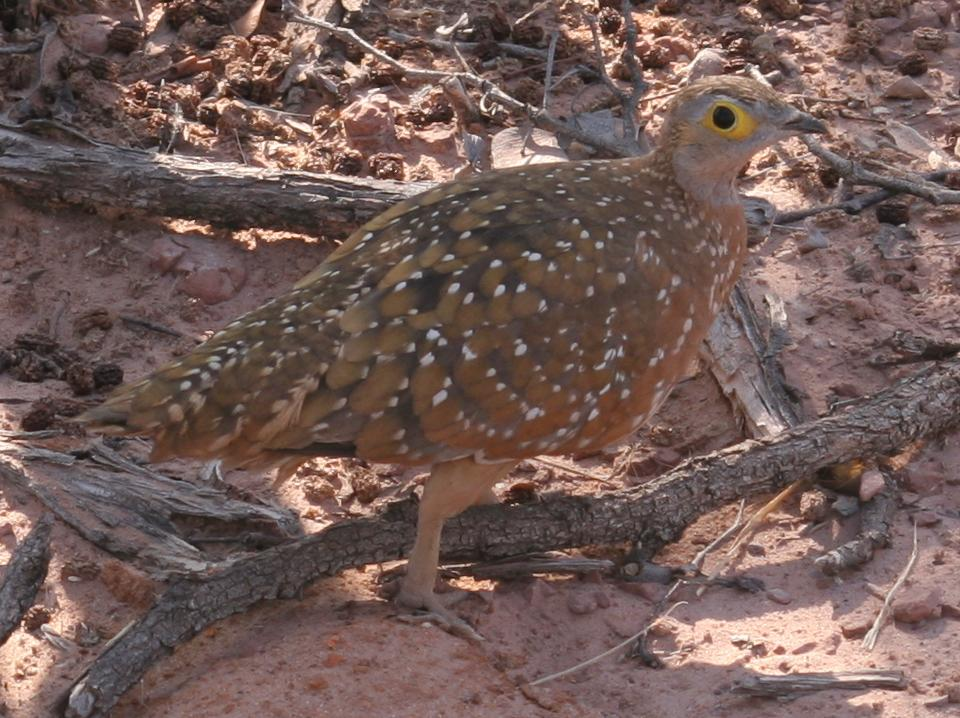
вид Pterocles burchelli
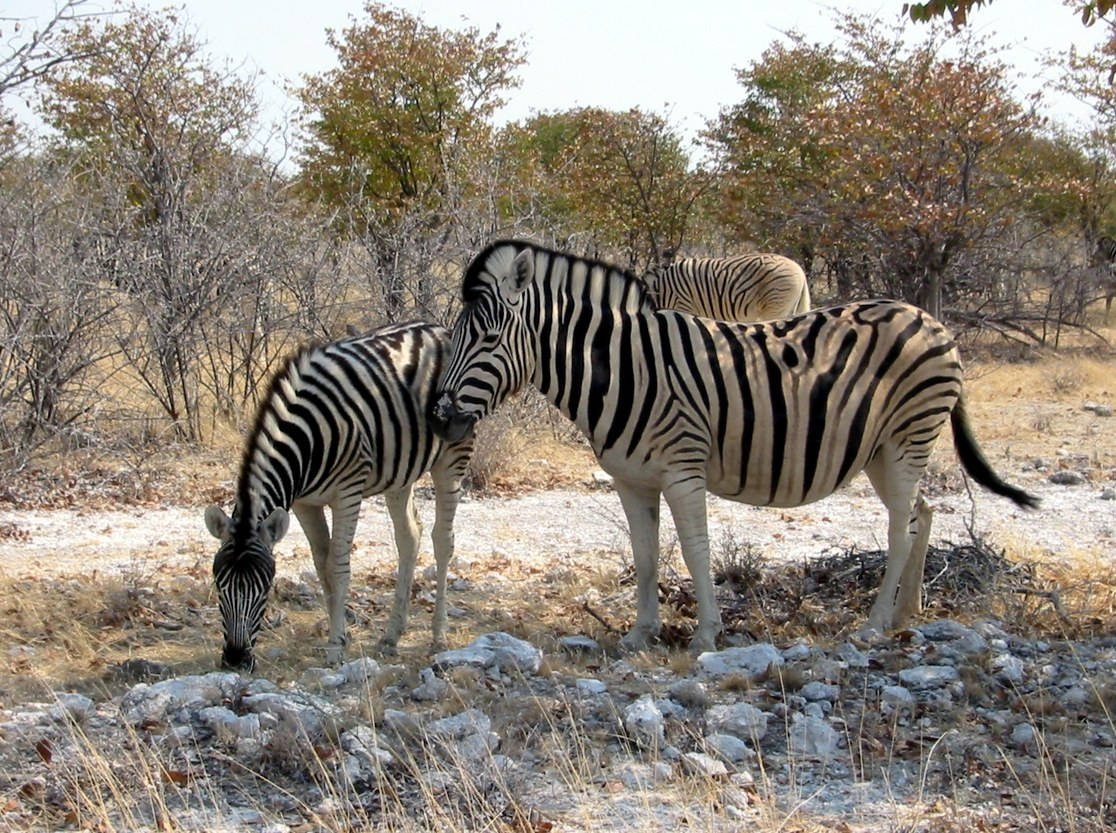
підвид Equus quagga burchelli

## Описані види

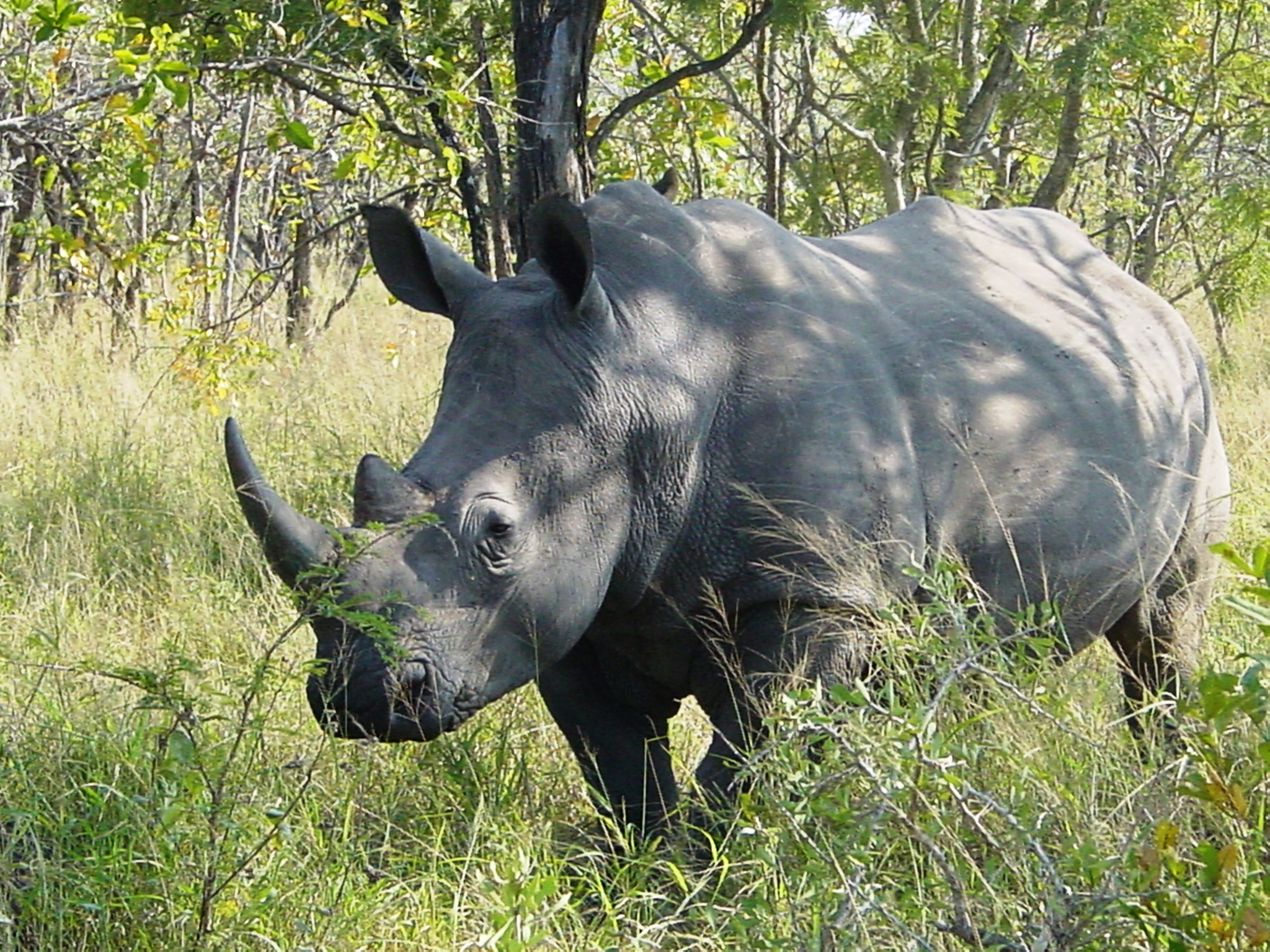
Білий носоріг
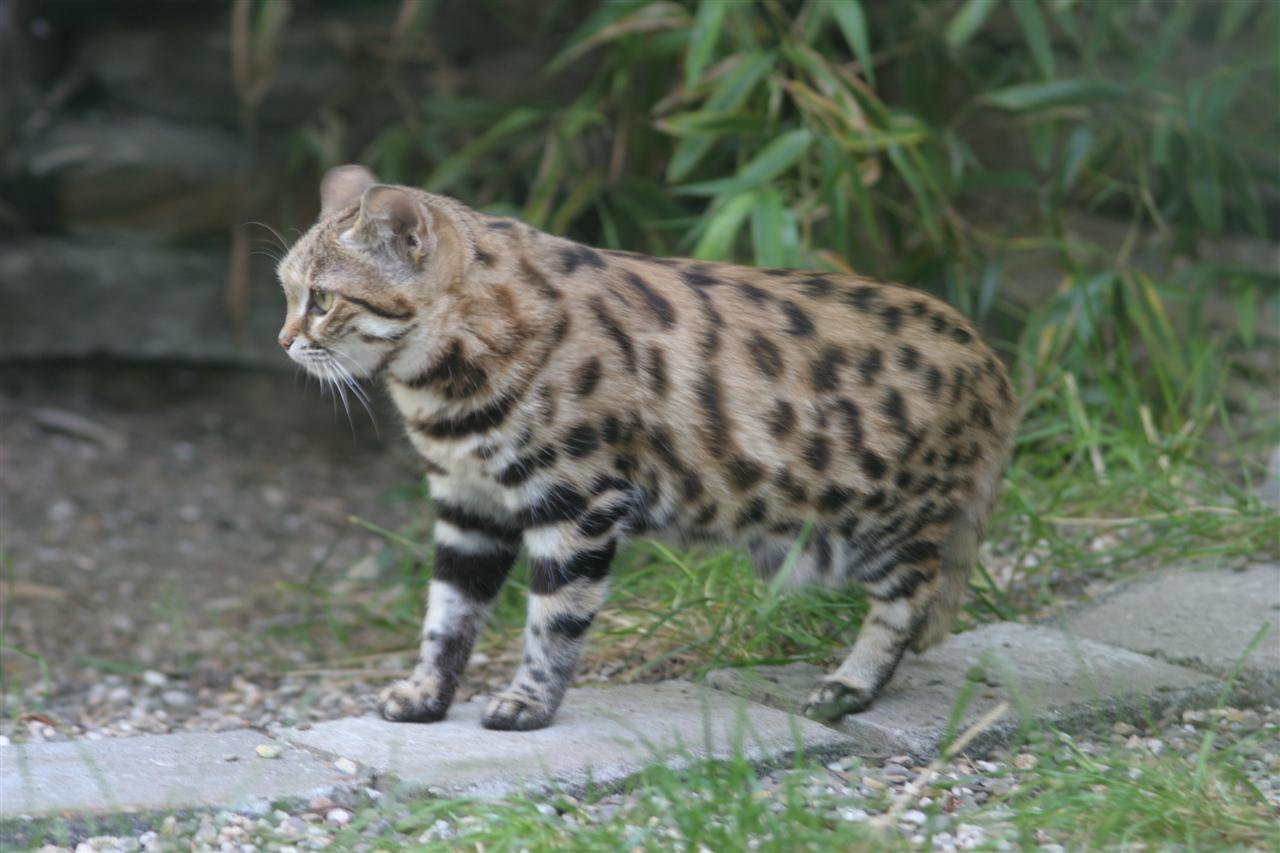
Кіт чорноногий
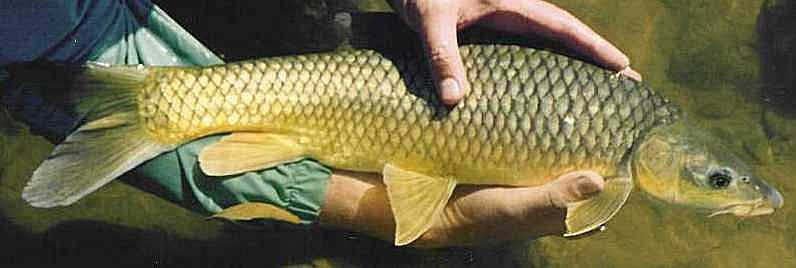
Labeobarbus aeneus